# Shankill Butchers
Shankill Butchers és el nom d'un grup pertanyent al lleialisme de l'Ulster que emprava la violència a Belfast entre 1975 i 1982 per defensar les tesis unionistes. El nom de "carnissers" ve donat pels mètodes que usaven per executar les seves víctimes, amb un ganivet de carnisser, després d'haver-les segrestat.

## Història
Lenny Murphy va formar el grup des de la presó, on complia condemna per assassinat. En sortir el 1975 va iniciar les seves activitats, primer irrompent als pubs catòlics per destrossar-ne el mobiliari i amenaçar els clients i posteriorment incrementant el nivell d'agressivitat cap a qualsevol sospitós de simpatitzar amb el republicanisme. Els assassinats indiscriminats van succeir-se durant anys sense que poguessin ser identificats.
En 1977 un noi a qui havien donat per mort va poder denunciar les seves accions a la policia i el gruix dels membres dels Shankill Butchers van ser detinguts (però no el seu líder). Les condemnes a cadena perpètua van suposar la sentència combinada a més anys de la història britànica. Per l'acord de Divendres Sant, tanmateix, alguns dels integrants de l'organització van ser amnistiats.
L'IRA Provisional va assassinar Lenny Murphy en 1982 i va reconèixer públicament l'autoria dels trets. Segons alguns experts, van rebre l'ajuda d'un membre de l'Ulster Defence Association, que pensava que Murphy havia anat massa lluny. Aquest home va ser executat en circumstàncies no aclarides.

## Membres
Els membres més destacats del grup foren:
- Lenny Murphy
- John Murphy
- William Moore
- Robert Bates
- Sam McAllister
- Benjamin Edwards
- John Townsley
- Norman Waugh
- Arthur McClay
- David Bell
- Edward McIlwaine
- Edward Leckey

## Accions provades
A continuació es llisten les accions del grup que van ser provades per la justícia, si bé algunes fonts augmenten el nombre de morts de l'organització.
- 2 d'octubre de 1975: assassinat a trets de quatre treballadors catòlics de l'empresa Casey's Bottling Plant
- 25 de novembre de 1975: primera víctima assassinada tallant-li el coll després de colpejar-lo greument, un home catòlic
- 30 de novembre de 1975: assassinat a trets un membre de la Ulster Volunteer Force per una discussió interna
- 10 de gener de 1976: assassinat un home catòlic amb arma de foc
- 6 de febrer de 1976: un jove mort amb el mètode del carnisser
- 9 de febrer de 1976: dos morts protestants a qui havien confós amb una parella catòlica
- 23 de febrer de 1976: un jove mort a ganivet després de segrestar-lo
- 2 d'agost de 1976: un home colpejat fins a matar-lo
- 30 d'octubre de 1976: un catòlic assassinat amb el mètode del carnisser
- 20 de desembre de 1976: un protestant assassinat a cops després d'una baralla al carrer
- 31 de gener de 1977: assassinat un membre de la Ulster Defence Association per motius personals
- 3 de febrer de 1977: segrest i assassinat amb ganivet d'un jove catòlic
- 30 de març de 1977: assassinat d'un home als Highfern Gardens
- 10 d'abril de 1977: explosió d'una bomba en una desfilada catòlica, amb un mort i diversos ferits
- 10 de maig de 1977: intent d'assassinat de Gerard McLaverty, qui va sobreviure i posteriorment va identificar els agressors
- 17 de juliol de 1982: assassinat d'un protestant discapacitat
- 29 d'agost de 1982: mort d'un protestant sospitós de ser informador de la policia
- 5 de setembre de 1982: enverinament d'un membre de la Ulster Volunteer Force per motius personals
- 24 d'octubre de 1982: darrera víctima del mètode del carnisser